# Wœrth
Wœrth település Franciaországban, Bas-Rhin megyében. Lakosainak száma 1676 fő (2022. január 1.). Wœrth Frœschwiller, Gœrsdorf, Gunstett, Langensoultzbach, Lembach, Morsbronn-les-Bains és Oberdorf-Spachbach községekkel határos.

## Népesség
A település népessége az elmúlt években az alábbi módon változott:
| Lakosok száma | 1753 | 1741 | 1764 | 1745 | 1746 | 1726 | 1716 | 1696 | 1676 |
|               | 2013 | 2015 | 2016 | 2017 | 2018 | 2019 | 2020 | 2021 | 2022 |